# Stazione di Hachinohe
La stazione di Hachinohe (八戸駅?, Hachinohe-eki) è la principale stazione ferroviaria di Hachinohe, la principale città e porto della zona orientale della prefettura di Aomori in Giappone. La stazione è stata raggiunta nel 2002 dal treno ad alta velocità Tōhoku Shinkansen, del quale è stato capolinea nord fino al 2010 prima dell'estensione verso Shin-Aomori. Oltre a questa linea, passano per la stazione anche le linee regionali Hachinohe della JR East e la concessa ferrovia Aoimori.

## Linee
JR East
■ Tōhoku Shinkansen
■ Linea Hachinohe
Ferrovia Aoimori
■ Ferrovia Aoimori

## Struttura
La stazione è suddivisa in due parti, una per le linee Shinkansen e una per le linee regionali, ciascuna con un'area tornelli indipendente.

### Stazione Shinkansen
Quest'area della stazione dispone di quattro binari passanti in superficie, di cui due in piena linea, numerati da 11 a 14. Sono presenti sale d'attesa, biglietterie automatiche e presenziate (aperte dalle 5:30 alle 22:50), servizi igienici, ascensori e scale mobili, e alcuni negozi.
| 11-12 | Tōhoku Shinkansen | per Morioka, Sendai e Tokyo |
| 13-14 | Tōhoku Shinkansen | per Shin-Aomori             |

### Stazione linee regionali
Questa parte dispone di 5 binari con due marciapiedi a isola e uno laterale, impiegati sia dalla linea Hachinohe della JR East che dalla Ferrovia Aoimori.
| 1-2     | ■ Linea Hachinohe  | per Hon-Hachinohe, Same e Kuji |
| 2-3-4-5 | ■ Ferrovia Aoimori | per Misawa, Noheji e Aomori    |
| 2-3-4-5 | ■ Ferrovia Aoimori | per Sannohe e Morioka          |

## Stazioni adiacenti
| «                     | Servizio           | »                 |
| Tōhoku Shinkansen     | Tōhoku Shinkansen  | Tōhoku Shinkansen |
| --------------------- | ------------------ | ----------------- |
| Ninohe                | -                  | Shichinohe-Towada |
| Linea Hachinohe       |                    |                   |
| Capolinea             | Locale             | Naganawashiro     |
| Ferrovia Aoimori      |                    |                   |
| Kitatakaiwa Tomabechi | Locale             | Mutsuichikawa     |
| Kitatakaiwa           | Rapido "Shimokita" | Misawa            |